# Amanita caesarea
L'Amanita cæsarea (Scop.) Pers., 1801, volgarmente conosciuta come ovolo buono oppure  ovolo reale, è uno dei più apprezzati e ricercati funghi commestibili, da molti consumato anche crudo con insalata. Al contrario di molte specie fungine che necessitano di umidità elevata, questa specie predilige un clima secco.

La sua prelibatezza indusse gli antichi Romani a definirlo "cibo degli dèi" e a tutelare i boschi in cui si riproduceva.

## Descrizione della specie

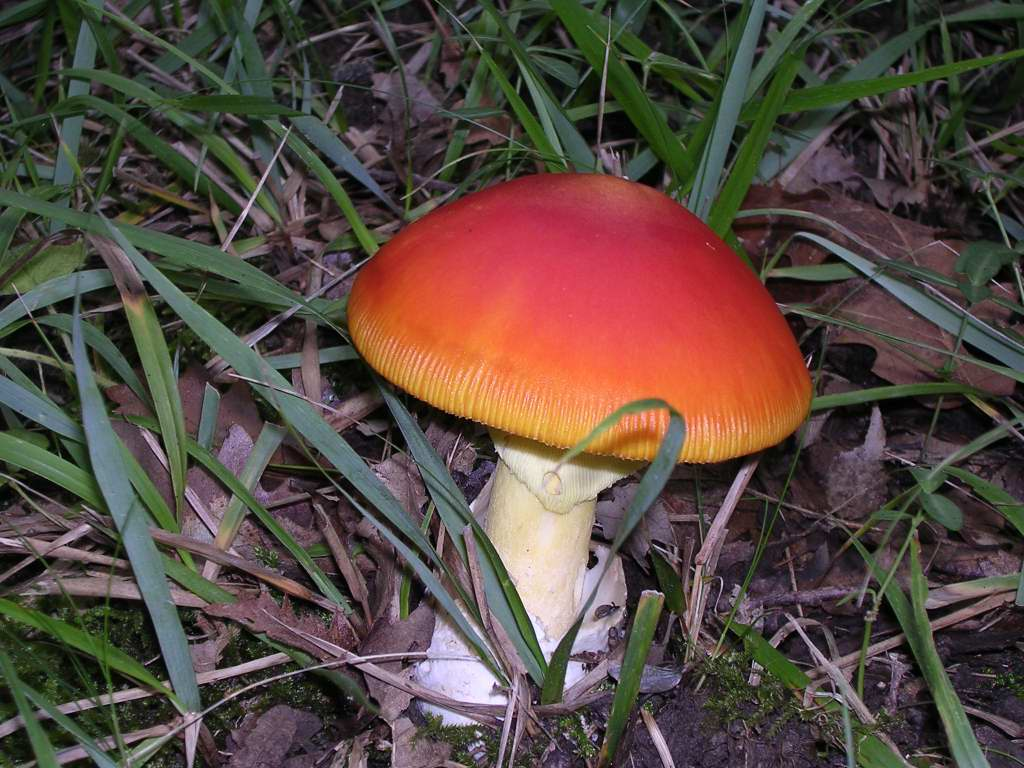
Esemplare di Amanita caesarea

### Cappello
Colore decisamente arancione, inizialmente racchiuso nel velo primordiale bianco, simile ad un uovo, con la crescita assume la forma sferoidale, quindi piana, di dimensioni fino a 20 cm di diametro; orlo segnato da solchi nel senso delle lamelle.

### Lamelle
Fitte, di colore giallo, libere al gambo; presenti numerose lamellule.

### Gambo
Cilindrico, e di colore giallo, alto 9–15 cm.

### Anello
Membranaceo, giallo.

### Volva
Bianca, persistente, liscia, carnosa e libera al gambo.

### Carne
Bianca, tenera e fragile, immutabile al taglio.
- Odore: tenue, non particolare.
- Sapore dolce, molto gustoso

### Spore
Ovali, bianche volgenti al giallino in massa, non amiloidi, 10-12 × 6-7 µm.

## Habitat
Prolifera con preferenza nelle radure leggermente secche e ventose dei boschi ben soleggiati, ma è possibile trovare esemplari isolati anche nel bosco fitto e in anfratti più scuri.

È un fungo raro che cresce soprattutto nei boschi di castagni, querce e più raramente sotto pini, ad una altitudine solitamente non superiore ai 1000 metri. Sopporta solo temperature miti. Diffuso al sud della penisola italiana, si va rarefacendo man mano che si sale verso settentrione.

## Commestibilità
Eccellente sia cotto che crudo.
ATTENZIONE: si raccomanda di non raccogliere MAI esemplari allo stato di ovolo o non dischiusi, sia perché le spore non possono disperdersi nell'ambiente, sia perché è più facile confonderli con altre specie velenoso-mortali.
Anche il taglio in sezione longitudinale del fungo chiuso ad ovolo non basta a distinguere l'Amanita caesarea da altre amanite ed anche quando è dischiusa può essere confusa a prima vista con l'Amanita aureola (velenosa), anch'essa con il cappello arancione. Si rammenta a questo proposito che il maggior numero di decessi per intossicazione fungina in Italia è dovuta al consumo di "ovoli" ancora chiusi, facilmente confusi con giovani esemplari di Amanita phalloides, Amanita virosa o Amanita verna (mortali).

## Conservazione

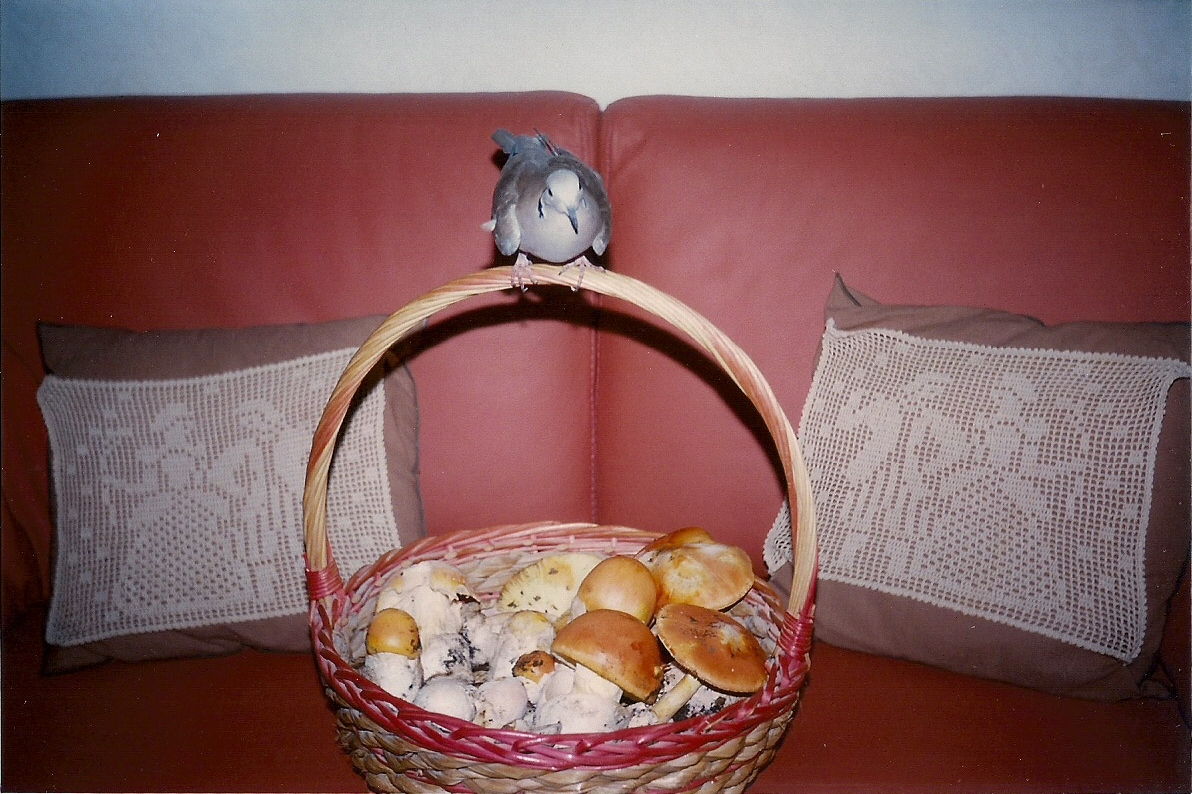
Cesto di ovoli buoni

L'Amanita caesarea è diventata una specie rara in alcune zone e lo sta diventando in altre; questo a causa, non tanto della raccolta intensiva, quanto dell'abitudine deleteria, oltre che illegale, di molti cercatori di raccoglierla allo stato di ovolo, oppure quando il cappello non si è ancora dischiuso: questo comporta l'impossibilità per le spore di liberarsi e completare la riproduzione della specie.

## Particolarità
- Si presta ad essere conservato essiccato sott'olio o sotto aceto.
- La legge italiana vieta la raccolta di questa specie allo stato di ovolo chiuso.

## Etimologia
Dal latino caesareus, dei Cesari, per la sua ottima commestibilità.

## Taxa inferiori di Amanita caesarea
- Amanita caesarea var. lutea
- Amanita caesarea f. alba

## Specie simili

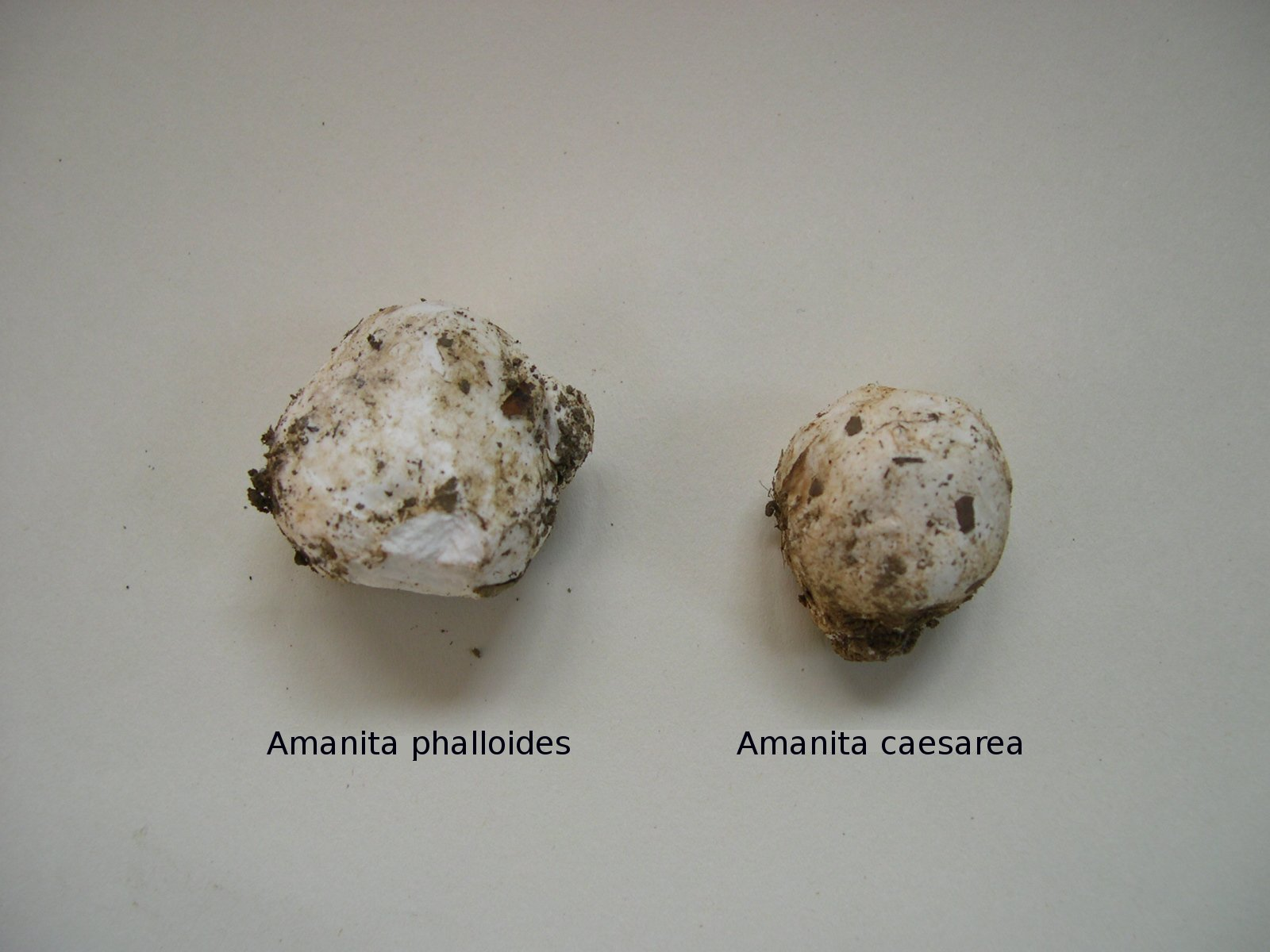
Ovuli di A. phalloides e di A. caesarea
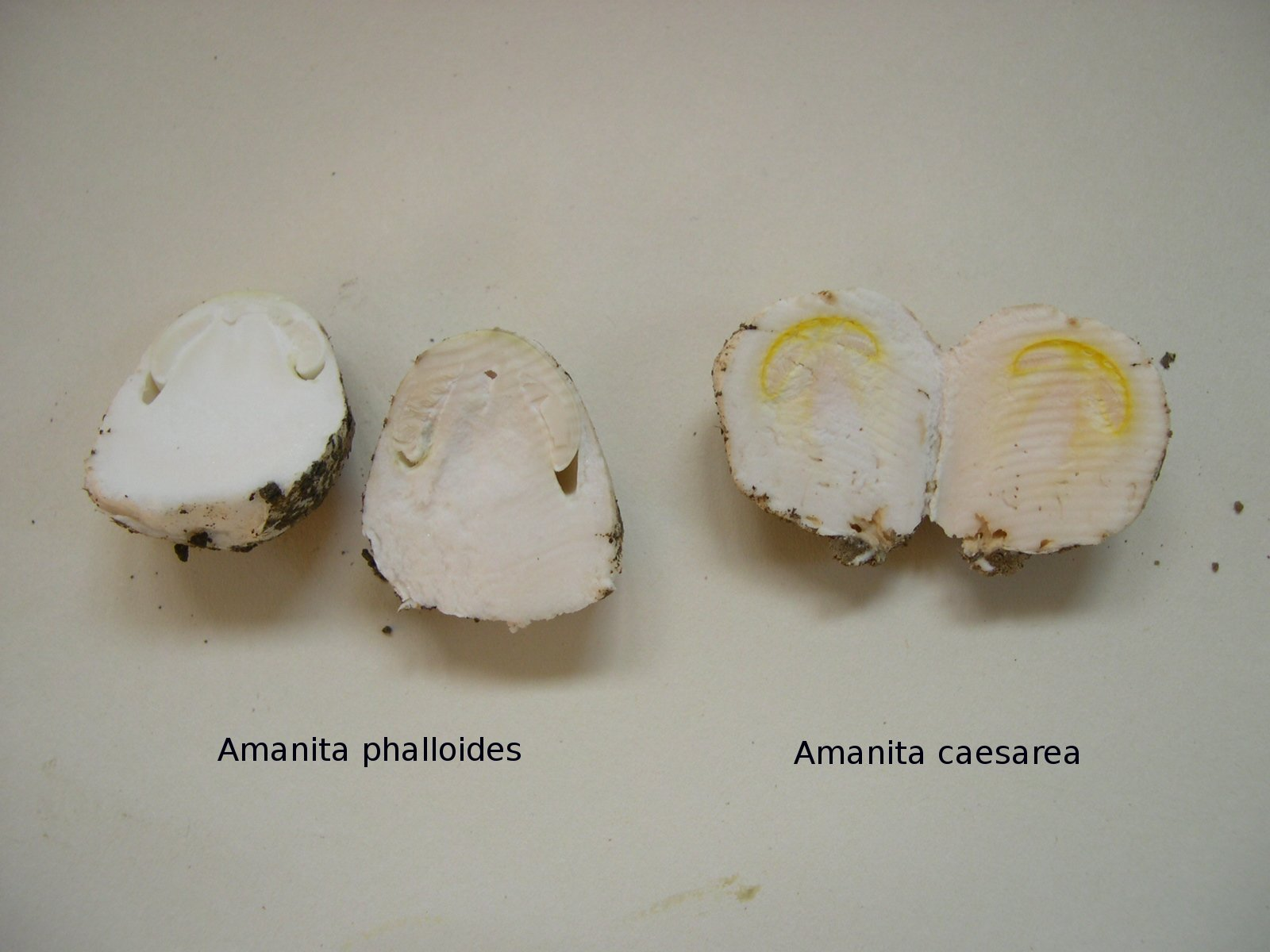
Ovuli di A. phalloides e di A. caesarea sezionati

- Amanita crocea (velenoso da crudo), appartenente al gruppo delle "Vaginate", che però ha il cappello di un arancio più sbiadito, il gambo cosparso di piccole squame bianche e manca di un anello evidente.
- Amanita muscaria e la sua variante aureola (velenoso) le cui lamelle sono però bianche anziché gialle.
- Amanita phalloides (mortale) se raccolto allo stadio di ovulo, anche se l'ovulo della A. caesarea (contrariamente alla A. phalloides) è assottigliato alla base ed ingrossato all'apice, e, se sezionato, presenta l'embrione aranciato del fungo (che nella A. phalloides è bianco o verdognolo). Vedi foto sopra.
- Amanita jacksonii, diffusa principalmente in Nord America

## Galleria d'immagini

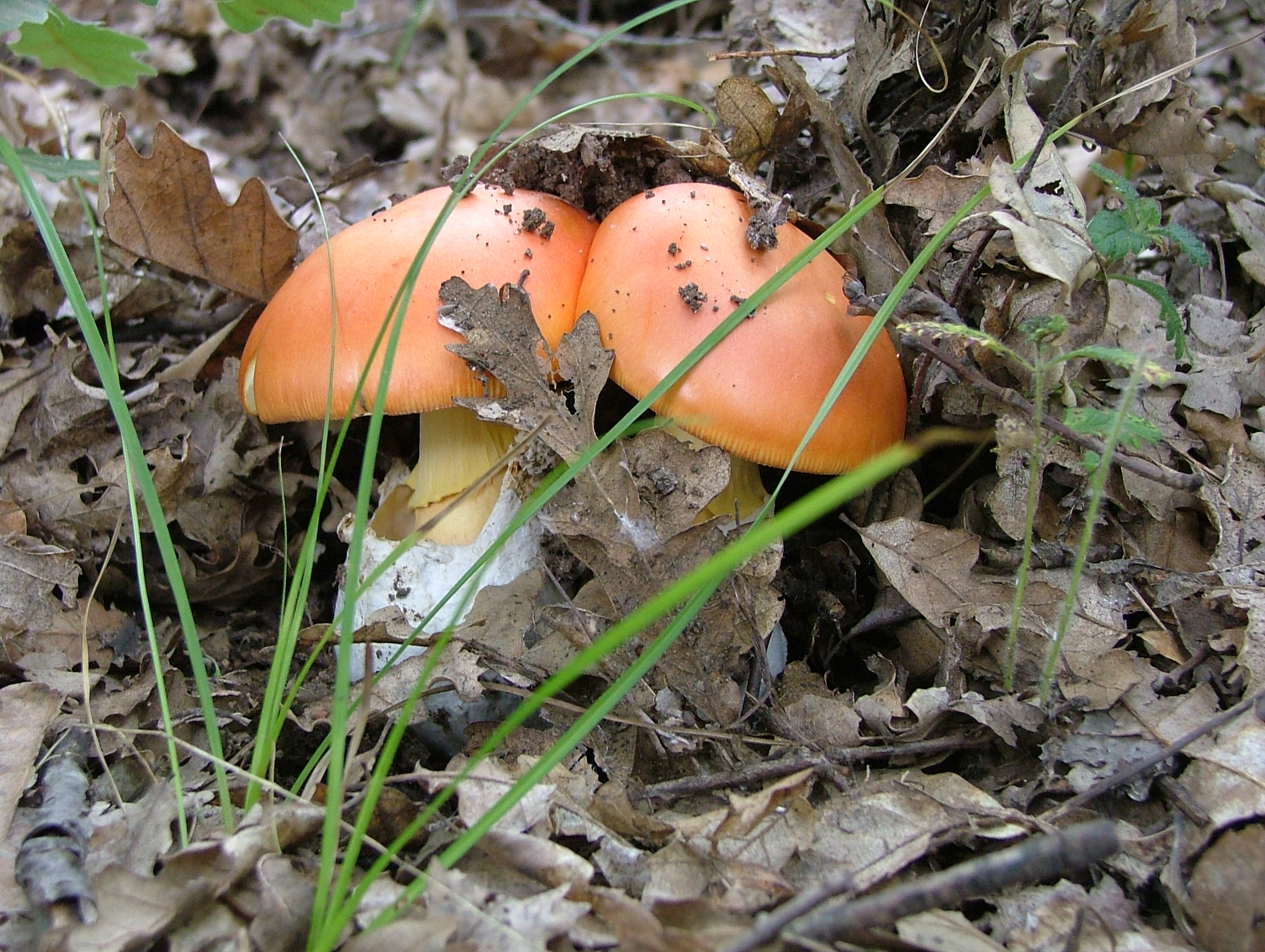
Due esemplari in coppia
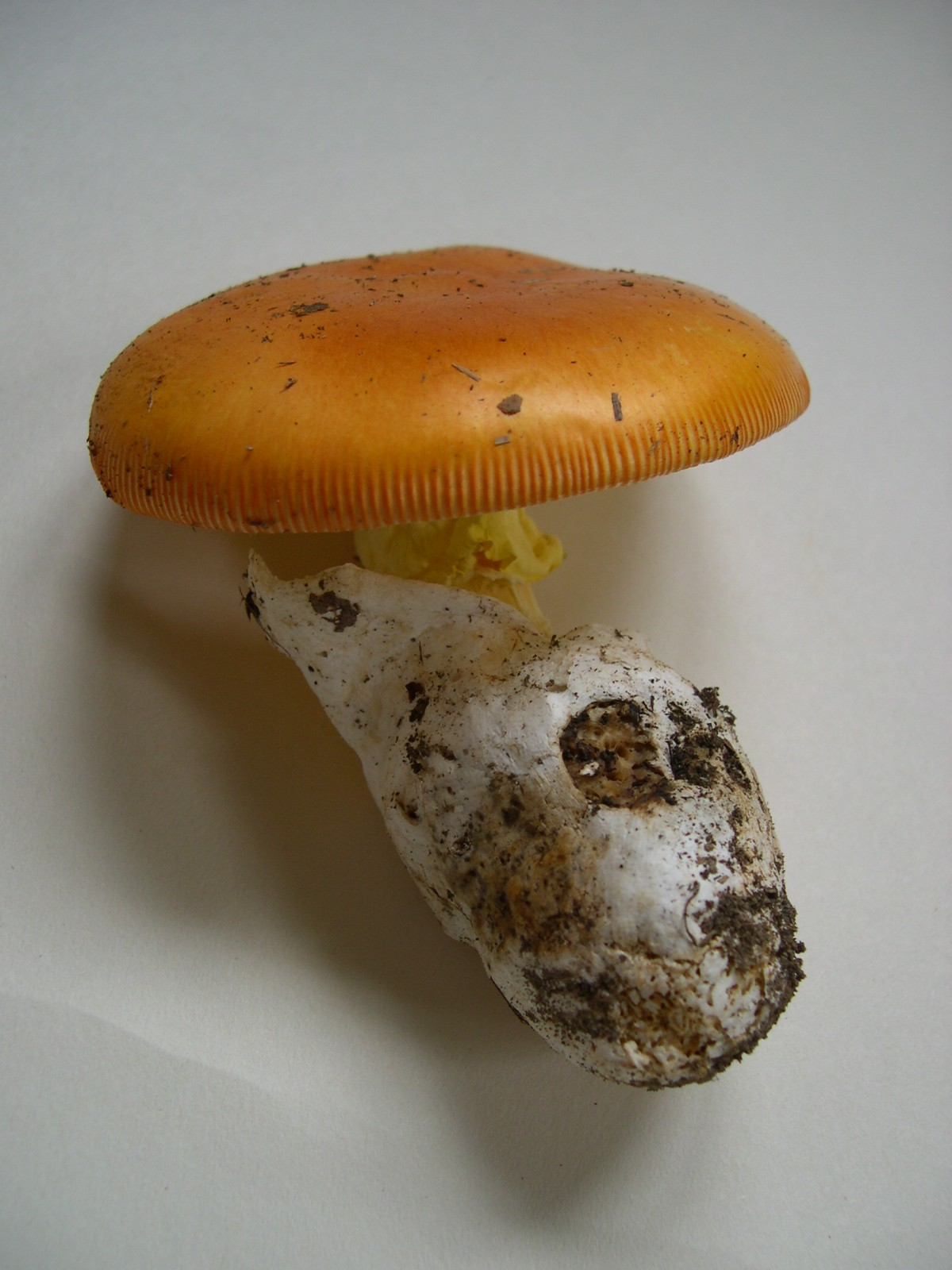
Amanita caesarea in maturità
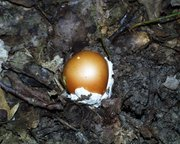
Amanita caesarea allo stato di ovulo
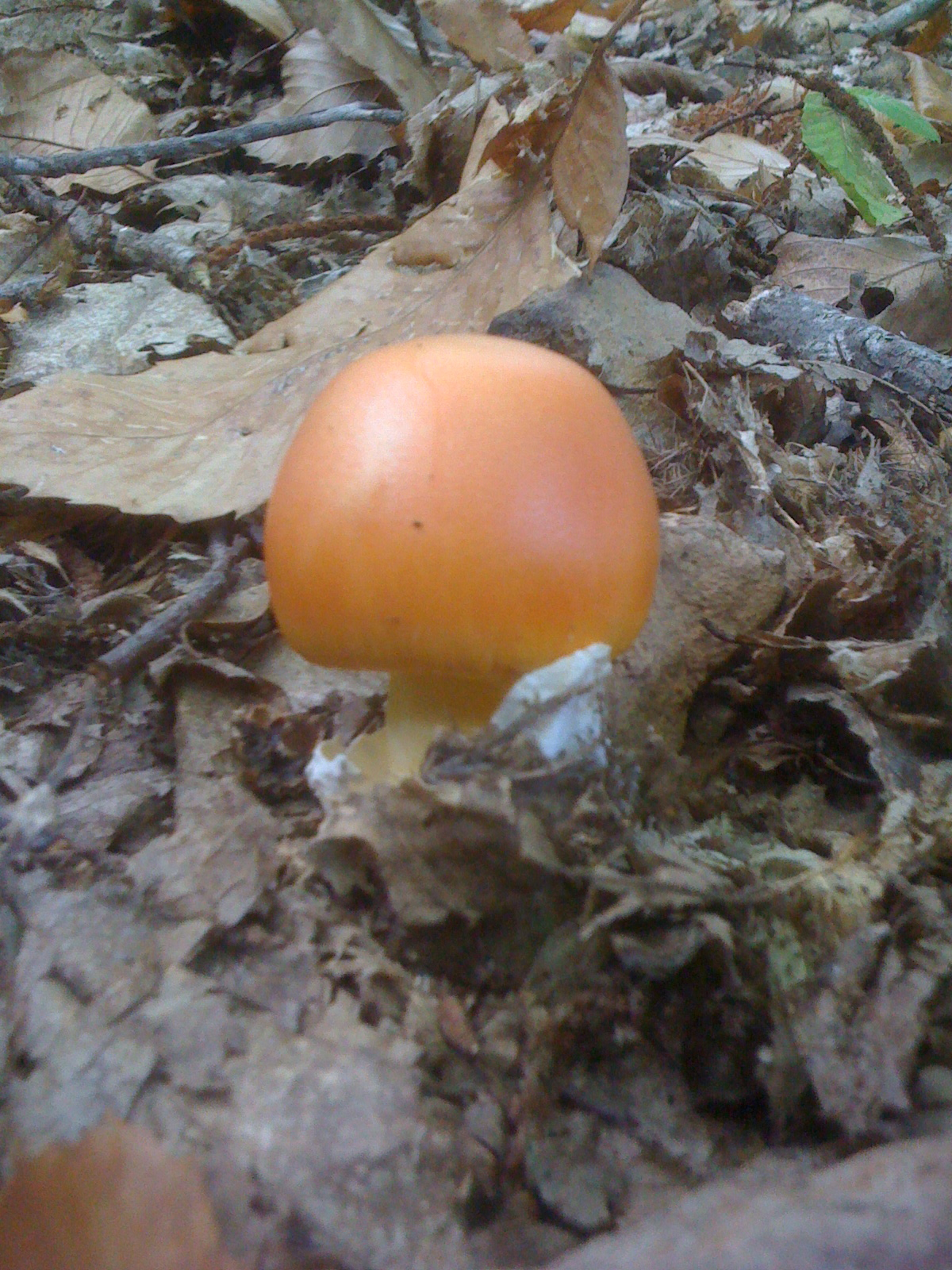
Amanita caesarea in maturità
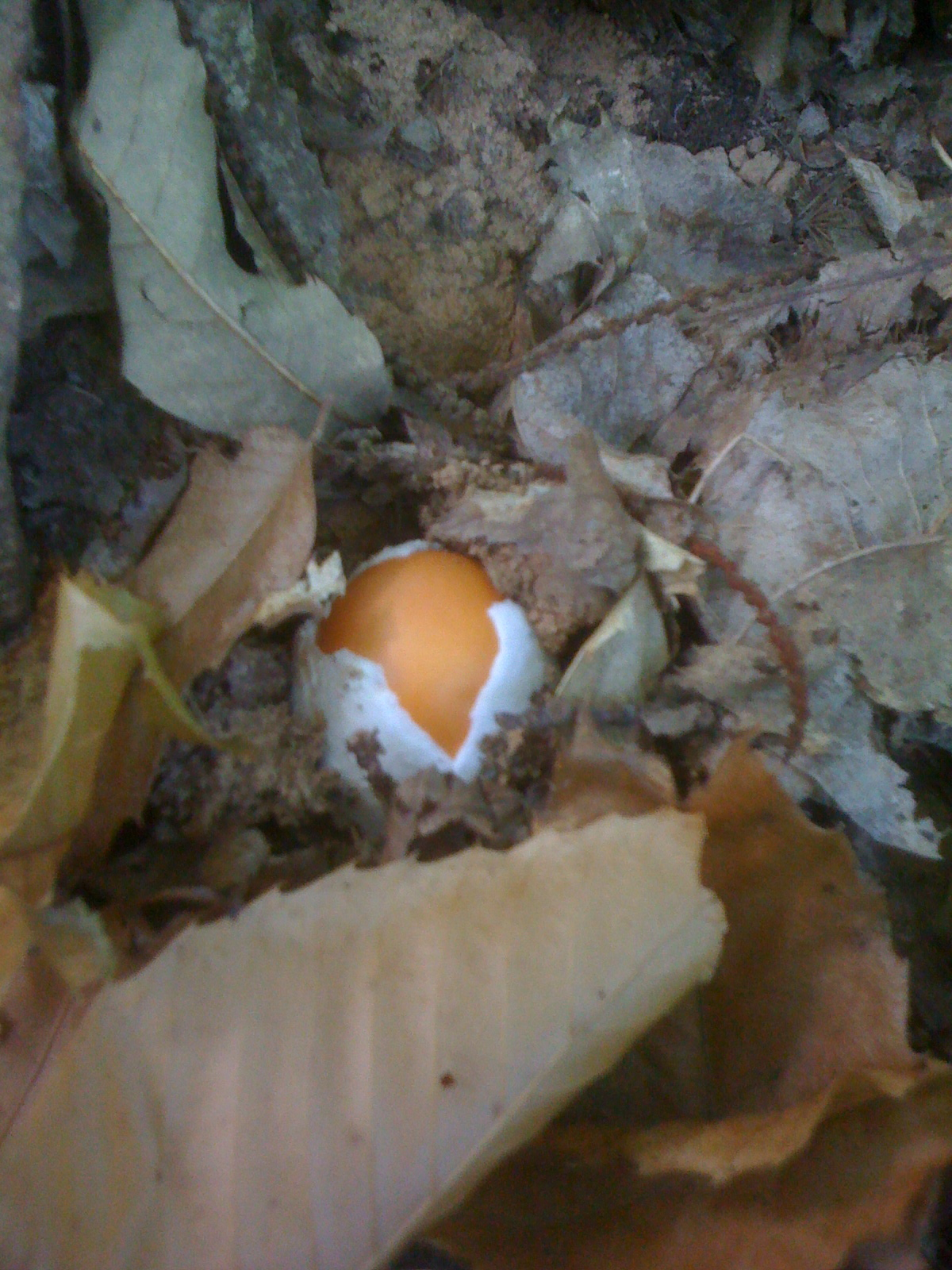
Amanita caesarea allo stato di ovulo
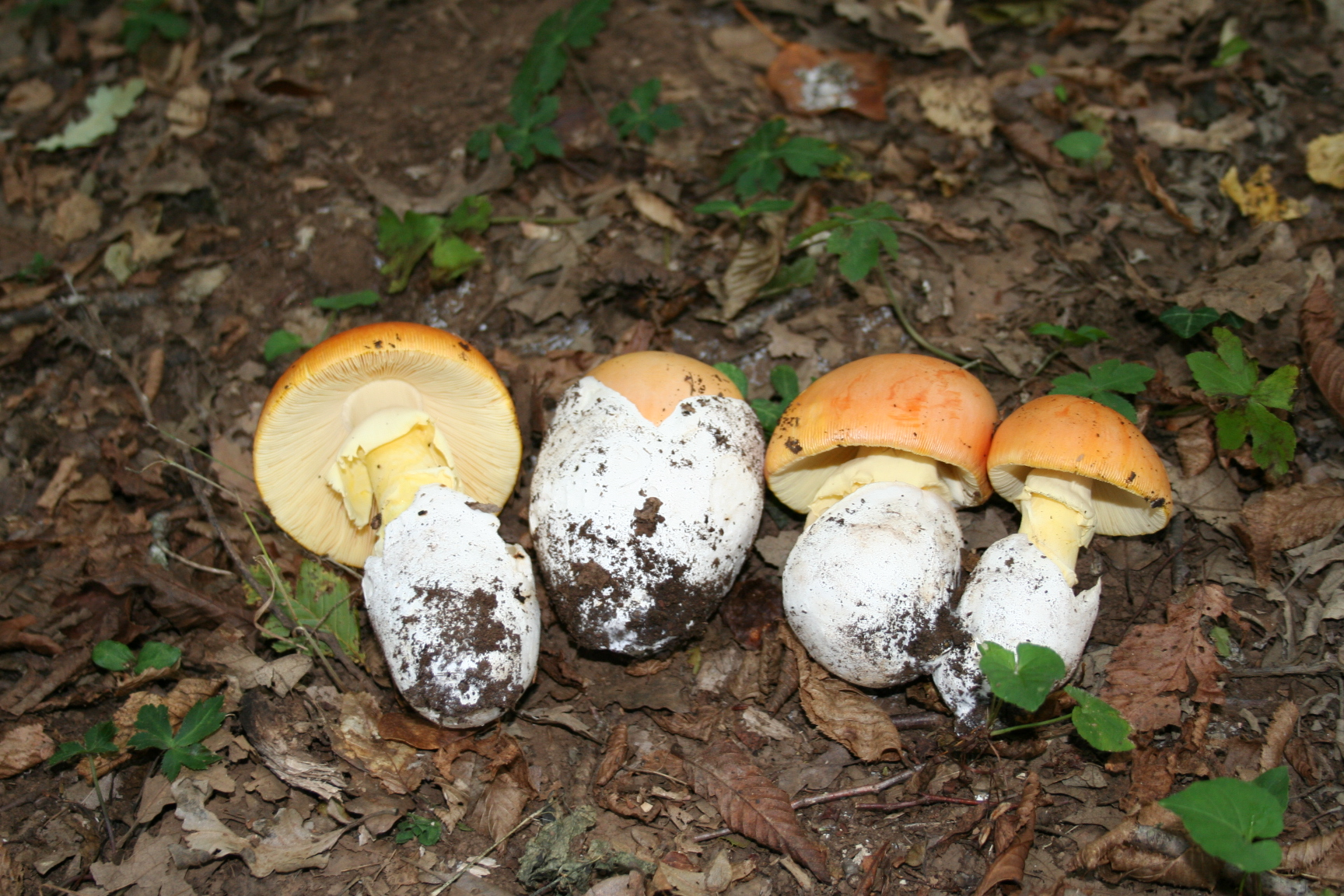
Esemplari lussureggianti di Amanita caesarea
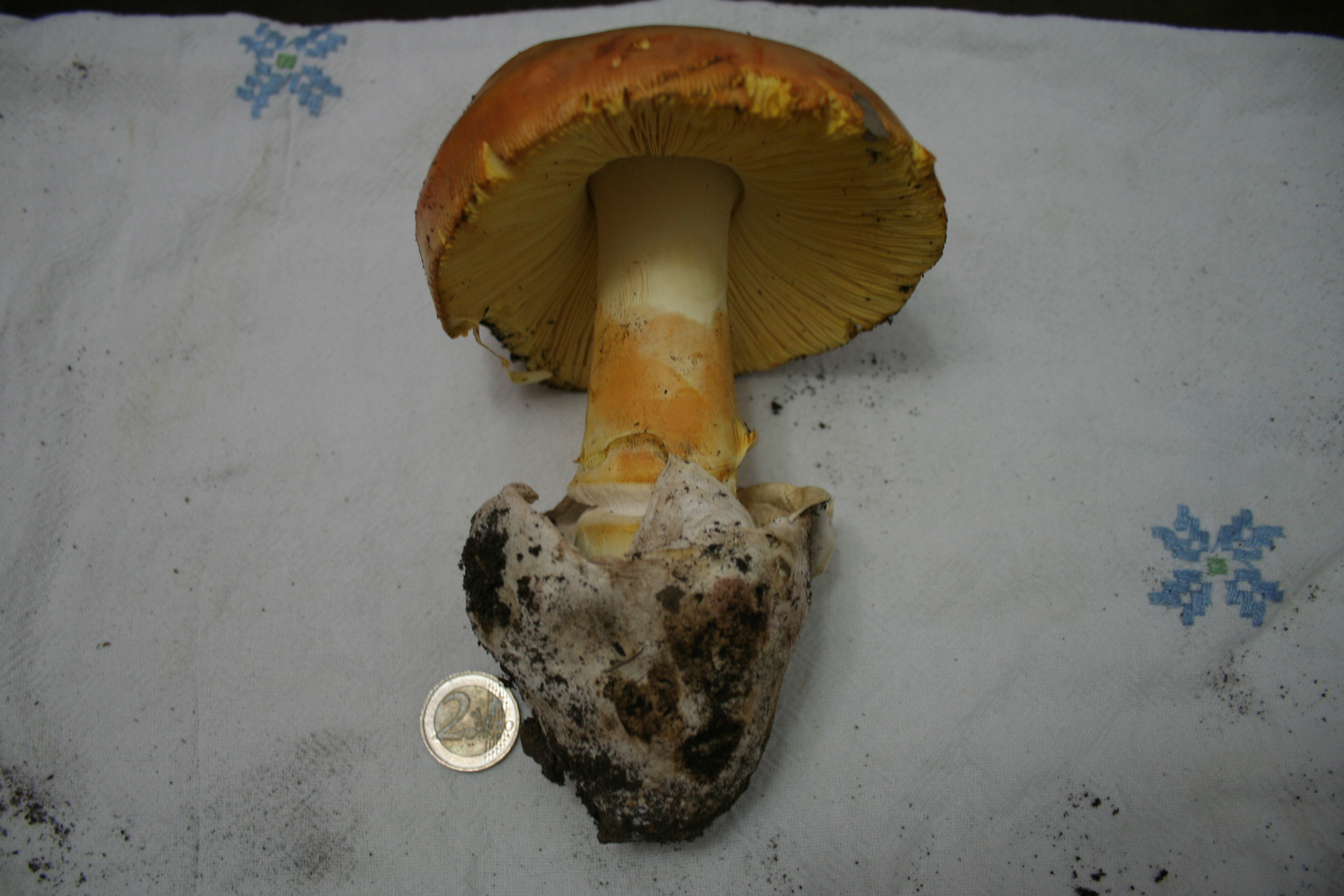
Esemplare gigante di Amanita caesarea
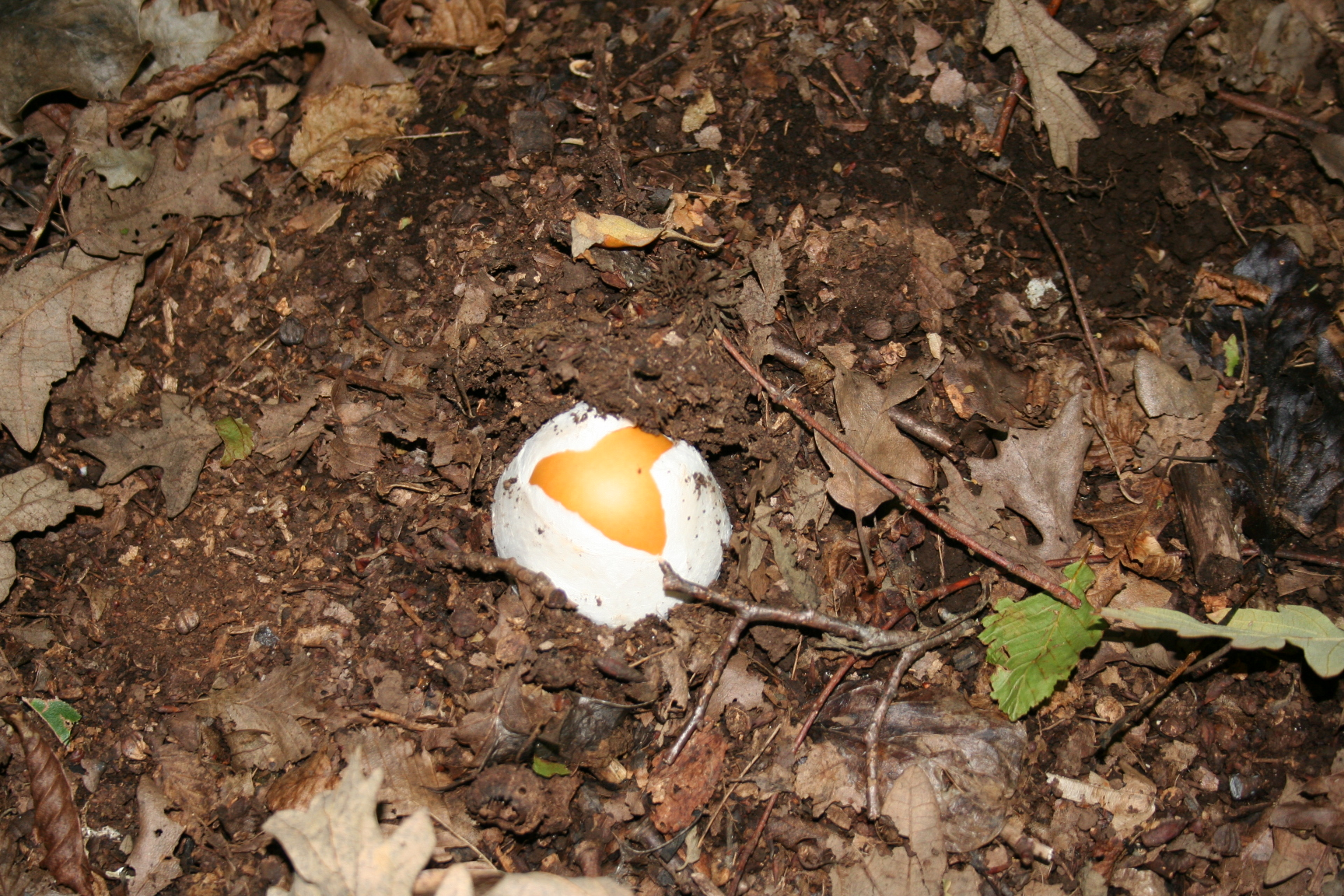
Esemplare di Amanita caesarea allo stato di ovolo, trovato nel Gargano